# Corypha
Corypha és un gènere amb 6 espècies de plantes de flors pertanyent a la família de les palmeres Arecaceae.

## Espècies seleccionades
- Corypha lecomtei Becc. ex Lecomte
- Corypha microclada Becc.
- Corypha taliera Roxb.
- Corypha umbraculifera L. - Talipot Palm, palma de Celian.
- Corypha utan Lam.